# Dieter Stinka
Dieter Stinka (Allenstein, 10 agosto 1937) è un ex calciatore tedesco, di ruolo centrocampista.